# Jan Wilkosz
Jan Wilkosz (ur. 27 maja 1863 w Korabnikach, zm. 13 marca 1915 w Krakowie), polski nauczyciel gimnazjalny, polonista.
Pracował w zawodzie nauczycielskim od września 1890, początkowo w charakterze zastępcy nauczyciela, a od lipca 1894, po pozytywnym zdaniu egzaminu państwowego pół roku wcześniej, jako nauczyciel rzeczywisty. Do 1900 był związany ze szkołą w Nowym Sączu. Przeniósł się następnie do Krakowa i został polonistą w IV Gimnazjum Realnym.
Poświęcił kilka opracowań twórczości wieszczów narodowych. Ogłosił Rozbiór „Nie-Boskiej komedii” Z. Krasińskiego zastosowany do użytku młodzieży szkolnej („Sprawozdania Gimnazjum w Nowym Sączu”, 1899), Rozbiór „Irydiona” zastosowany do użytku młodzieży szkolnej (Nowy Sącz 1900), Przegląd pism pośmiertnych Słowackiego do r. 1842 („Sprawozdania c.k. Gimnazjum IV Realnego w Krakowie”, 1902). Przygotował ponadto popularną edycję części II, IV i I Dziadów Mickiewicza (Kraków 1901).
W późniejszych latach nie udzielał się w pracy naukowej i nie brał udziału w zbiorowych pracach nauczycieli galicyjskich, ogłaszanych na jubileuszowe lata Słowackiego (1909), Krasińskiego (1912) czy Skargi (1913). Zmarł 13 marca 1915 w Krakowie, żegnany był uroczystym pogrzebem i w nekrologach wspominany jako wzorowy nauczyciel i człowiek.